# Arthur Bernardes
Arthur Bernardes, właśc. Arthur Bernardes Ribas da Silva Filho (ur. 15 maja 1955 w Rio de Janeiro) – brazylijski trener.

## Kariera trenerska
Karierę trenerską rozpoczął w klubie Madureira. Potem trenował kluby América-MG, Atletico Mineiro, Recife, América-SP, Fluminense FC, Goiás EC, Marília, EC Bahia, União Madeira, CR Flamengo, Al-Riyadh SC, Al-Wasl Dubaj, Dubai Club, Alianza Lima, Al-Szabab Rijad, Botafogo, Atlético Petróleos Luanda, Juventus-SP, Jeju United FC, Kuwait SC, América-RJ, Duque de Caxias i Fortaleza.